# Mieczislaw Horszowski
Mieczisław Horszowski (Lviv, Imperi austrohongarès, avui a Ucraïna, 23 de juny de 1892-Filadèlfia, Pennsilvània, 22 de maig de 1993) va ser un pianista polonès, naturalitzat estatunidenc el 1948.

## Biografia
Rep les seves primeres lliçons de piano de la seva mare, una alumna de Charles Mikuli (antic alumne de Chopin). A l'edat de set anys, estudia amb Theodor Lescheticki a Viena; Lecheticky havia tingut de professor al famós pedagog i antic alumne de Beethoven, Carl Czerny. El 1901, fa el seu primer concert públic a Varsòvia on interpreta la Sonata per a piano núm. 1 de Beethoven i després comença una carrera de nen prodigi a Europa i a Amèrica del Sud. El 1905, el jove Horszowski toca per a Fauré i troba a Saint-Saëns a Niça. Té catorze anys, l'any 1906, quan fa el seu debut al Carnegie Hall a Nova York i després a Londres. Les trobades felices es multipliquen: amb el director d'orquestra Arturo Toscanini a Montevideo i sobretot amb el violoncel·lista Pau Casals a Milà on fa un recital; tots dos músics resultaran amics íntims i socis privilegiats. El 1911, Horszowski decideix de retirar-se del circuit pianístic per a bolcar-se en l'estudi de la literatura, de la filosofia i de la història de l'art a París.
Pau Casals l'incita a reprendre les actuacions i al final de la Primera Guerra Mundial, Horszowski s'instal·la a Milà. Durant la Segona Guerra Mundial, abandona Europa per a traslladar-se als Estats Units i viu a Nova York. En finalitzar la guerra, actua en recitals amb socis com Pau Casals, Alexander Schneider, Joseph Szigeti i el Quartet Budapest. Apareix sovint al Festival de Prada de Conflent i en el Festival de Marlboro. El 1957, Horszowski dona a Nova York, en una sèrie de concerts memorables, la integral de les obres per a piano sol de Beethoven i el 1960, la integral de les sonates per a piano de Mozart. També és un ardent defensor de la música del seu temps que tocant o estrenant obres de Honegger, d'Indy, Martinů, Stravinski, Szymanowski o Villa-Lobos.
Paral·lelament a la seva carrera de concertista, ensenya, a partir de 1952, en el Curtis Institute a Filadèlfia, comptant entre els seus alumnes amb Richard Goode, Anton Kuerti, Murray Perahia, Peter Serkin, Julius Eastman, Dina Koston, Steven De Groote, Kathryn Selby, Cecile Licad i Leslie Spotz.
Horszowski continua tocant fins a l'edat de noranta-nou anys, amb una carrera que haurà durat noranta anys, segurament la més llarga als anals del piano. Després d'un últim concert a Filadèlfia, el 31 d'octubre de 1991, mor a aquesta ciutat, el 22 de maig de 1993, a l'edat de cent anys.

## Discografia
- Schubert recital (Impromptus, Moments musicals, sonata D.960), Bach (concert 1052), & Mozart (concert per a piano núm. 24), 2 CD Arbiter, 2005